# CODAD
CODAD（COmbined Diesel And Diesel、コンバインド・ディーゼル・アンド・ディーゼル）とは、同種または異種のディーゼルエンジンを組み合わせた推進方式のこと。主に艦船で使用される。

## 概要

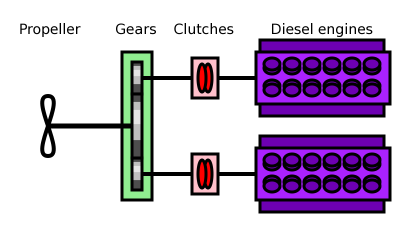
CODAD の模式図。

通常は、出力軸1つあたり巡航用エンジンと高速用エンジンが1組ずつ搭載される。
巡航時には巡航用エンジンを運転し、高速が必要な時には高速用エンジンも併用する推進方式のため、高速航行時には両方のエンジンが同時に運転されることになる。
ただし基本的にディーゼルエンジンは低速向きの機関であるため、高速用エンジンとしてはディーゼルエンジン以外の方式の機関を採用する例が多い。CODAD方式はその意味で他方式と比べて欠点を有する。反面、複数の方式の機関を併用するには回転特性の問題があるため、その点では同じ方式の機関を併用するCODADにメリットがある。